# شيشنق الخامس
شيشنق الخامس (بالإنجليزية: Shoshenq V)، كان آخر ملوك الأسرة المصرية الثانية والعشرون من المشوش (بربر ليبيا) الذين حكموا مصر السفلى. وهو ابن الملك بامي وفقاً لنصب تذكاري في السرابيوم من العام 11 في عهده. اسم العرش لشوشنق الخامس هو أ خبر رع، وتعني «عظيمة هي روح رع».

## حكمه
تم دفن العجل أبيس مرتين في عهد شيشنق الخامس؛ في العامين 11 ، 37 من عهده. آخر سنين حكم شيشنق الخامس المسجلة بعمل له هي السنة 38 عندما قام بتبرع ما. وهناك نصب حجري من بوتو صنعه القائد الليبي تفنخت من سايس والذي لابد وأنه يرجع لحكمه حيث كان تفنخت آخر من عاصروا حكم الملك. يقرأ من على النقش الحجري «السنة 38 تحت حكم جلالة ملك مصر العليا والسفلى، سيد الأرضين، (فراغ) ، ابن رع ، (فراغ).» ربما يعكس زيادة سلطة تفنخت على غرب الدلتا على حساب الملك شيشنق الخامس الذي قد أزيل اسمه من على الوثيقة.

## وفاته
يعتقد أن الملك شيشنق الخامس قد توفي في الفترة حول 740 ق.م. بعد أن استمر حكمه 38 عاماً. وبموته، تفككت (مملكة الليبيين) الأسرة الفرعونية 22 ، إلى ولايات متفرقة تحت حكام محليين مثل تفنخت والذي حكم سايس وبوتو، اوسركون الرابع على بوباستس وتانيس، وإيوبوت الثاني في ليونتوبوليس.